# Arch Hall, Sr.
Arch Hall, Sr. (21 de diciembre de 1908 – 28 de abril de 1978) fue un actor, guionista y productor cinematográfico de nacionalidad estadounidense, conocido principalmente por rodar una serie de películas de clase B a principios de los años 1960 que protagonizó su hijo, Arch Hall, Jr.. Hall utilizó varios nombres a lo largo de su carrera, entre ellos Nicholas Merriwether, William Waters, y Archie Hall.

## Biografía

### Inicios y carrera
Su nombre completo era Archibald Williams Hall, y nació en San Luis, Misuri. Hall se crio en Dakota del Sur, donde era a auténtico cowboy. Hablaba idioma siux y tenía un nombre Sioux, "Waa-toe-gala Oak-Shilla" (traducido como Chico Salvaje).
Hall se graduó en la Universidad de Dakota del Sur, escribió para la radio entrevistando a ancianos nativoamericanos en la KOTA, y fue piloto de las Fuerzas Aéreas del Ejército de los Estados Unidos. La experiencia de Hall en la Air Force fue satirizada en The Last Time I Saw Archie, un film de 1961 de William Bowers protagonizado por Jack Webb, Robert Mitchum y France Nuyen. La película se basaba libremente en el período de Hall en las Fuerzas Aéreas, en el que se decidió que era demasiado mayor para volar en cazas, pero poco  experimentado para los bombarderos, dejándole como única opción volar en planeador militar.
En los años 1930, Hall trabajó como especialista de cine en Hollywood, actividad a partir de la cual pudo hacer pequeños papeles en diferentes filmes, usualmente de género western. Más adelante, Hall Sr. formó un estudio cinematográfico propio, Fairway Productions, en Burbank, California. En la década de 1960 rodó una serie de películas de Clase B que iban dirigidas a los autocines, y que llegaron a ser consideradas como algunas de las peores películas jamás filmadas. Él y su hijo, Arch Jr., eran los protagonistas, y su esposa actuaba como extra o como actriz de carácter. El sonido era gestionado por Arch Jr. y por un amigo suyo de la high school, Alan O'Day (que en los años 1970 escribiría algunas canciones pop de éxito).

### Vida personal
Hall estuvo casado con Addalyn Faye Pollitt (nacida el 5 de junio de 1906 en Decorah (Iowa)). Ella trabajó con él en su época radiofónica, colaborando en los guiones. Durante la Segunda Guerra Mundial, Pollitt fue inspectora de la Armada en Lockheed Corporation. La pareja tuvo un hijo, Arch Hall, Jr., nacido en 1943.
Arch Hall, Sr. falleció a causa de un infarto agudo de miocardio el 28 de abril de 1978 en Los Ángeles, California, y fue enterrado con honores en un funeral Sioux en Philip (Dakota del Sur). La ceremonia fue presidida por el líder espiritual Lakota Frank Fools Crow.

## Filmografía
| Año  | Film                             | Papel                             | Notas |
| ---- | -------------------------------- | --------------------------------- | --- |
| 1938 | Dick Tracy Returns               | Blackie                           | Sin créditos |
| 1938 | Overland Stage Raiders           | Joe Waddell                       | Como Archie Hall |
| 1938 | The Mysterious Rider             | Ranchero Andrews                  | Como Arch Hall Otro título: Mark of the Avenger |
| 1938 | Rhythm of the Saddle             | Rusty                             | Como Archie Hall |
| 1940 | The Sagebrush Family Trails West | Jim Barton                        | Como Archie Hall Otro título: The Sagebrush Kid Goes West                                                                                                 |
| 1941 | Two Gun Sheriff                  | Dunn                              | Como Archie Hall |
| 1941 | Tumbledown Ranch in Arizona      | Presentador de Rodeo              | Sin créditos |
| 1941 | The Lone Rider in Ghost Town     | Socio de Brent                    | Como Archie Hall Otro título: Ghost Mine |
| 1941 | The Lone Rider in Frontier Fury  | Clyde Barton                      | Como Archie Hall Otro título: Rangeland Racket y Frontier Fury                                                                                            |
| 1941 | Billy the Kid Wanted             | Secuaz                            | Sin créditos |
| 1942 | Raiders of the West              | Tex                               | Sin créditos |
| 1942 | The Lone Rider in Texas Justice  | Falso Padre Tremmer               | Otros títulos: The Lone Rider y Texas Justice |
| 1945 | His Brother's Ghost              | Bentley                           | Como Archie Hall |
| 1945 | Apology for Murder               | Paul                              | Como Archie Hall Otro título: Murder with Apology |
| 1945 | Border Badmen                    | Banquero Gillian                  | Como Archie Hall |
| 1961 | Magic Spectacles                 | -                                 | Productor Otro título: Tickled Pink |
| 1961 | The Choppers                     | Jim Bradford                      | Sin créditos Productor Guionista (como Arch Hall) |
| 1962 | Eegah                            | Robert Miller                     | Como William Watters Otro título: Eegah! The Name Written in Blood Productor (como Nicholas Merriwether) Director y argumento (como Nicholas Merriwether) |
| 1962 | Wild Guitar                      | Mike McCauley                     | Como William Watters Productor y guionista (como Nicholas Merriwether)                                                                                    |
| 1963 | The Sadist                       | Narrador y locutor de radio (Voz) | Sin créditos Otros títulos: Sweet Baby Charlie y Profile of Terror                                                                                        |
| 1964 | What's Up Front!                 | Cash Johnson                      | Como William Watters Otros títulos: The Fall Guy y A Fourth for Marriage Productor ejecutivo (como Nicholas Merriwether) Guionista                        |
| 1964 | The Thrill Killers               | -                                 | Productor |
| 1964 | The Nasty Rabbit                 | Marshall Malout/Malcolm McKinley  | Como William Watters Otro título: Spies-a-Go-Go Productor (como Nicholas Merriwether)                                                                     |
| 1965 | Deadwood '76                     | Boone May                         | Como William Watters Productor (como Nicholas Meriwether) Argumento Guionista                                                                             |
| 1971 | The Irv Carlson Show             | Morrison Whales                   | Como Arch Hall Otro título: The Weird Ones Productor Guionista                                                                                            |
| 1972 | The Corpse Grinders              | -                                 | Guionista (como Arch Hall) Otro título: The Flesh Grinders                                                                                                |